# Донецький район
Донецький район — район в Донецькій області України. Адміністративний центр — місто Донецьк. Розташований на тимчасово окупованій території Донецької області. Утворений 17 липня 2020 року.

## Територіальні громади
У складі району 6 територіальних громад:
- Амвросіївська міська громада
- Донецька міська громада
- Іловайська міська громада
- Макіївська міська громада
- Харцизька міська громада
- Ясинуватська міська громада